# Więzadło podkolanowe skośne

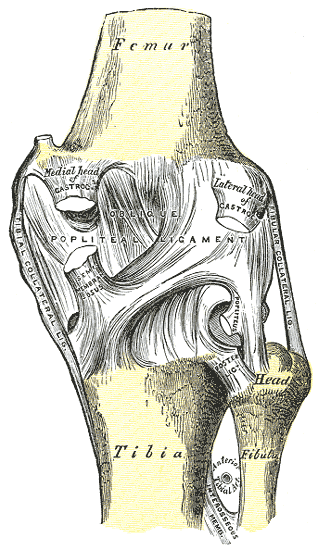
Prawy staw kolanowy człowieka. Widok od tyłu. Więzadło podkolanowe skośne (oblique popliteal ligament) znajduje się w centrum grafiki.

Więzadło podkolanowe skośne (łac. ligamentum popliteum obliquum) – jedno z więzadeł stawu kolanowego.
U człowieka przyczepia się do kłykcia bocznego kości udowej. Biegnie skośnie ku dołowi i przyśrodkowo kończąc się w torebce stawowej i powięzi mięśnia podkolanowego oraz przechodząc w ścięgno mięśnia półbłoniastego. Jest jednym z elementów stanowiących dno dołu podkolanowego. Bezpośrednio na nim leży tętnica podkolanowa. Jego funkcją jest hamowanie prostowania i ruchów obrotowych w stawie kolanowym.